# 梅國楨
梅國楨（1542年—1605年），乳名世，官名鼎，字公生、一字克生，号衡湘，湖广麻城縣人。明朝政治人物。

## 生平
梅国桢年少时雄杰自喜，擅长骑射。隆庆元年（1567年）丁卯科湖广鄉試第五十五名舉人，万历十一年（1583年）癸未科會試第一百六十九名，三甲七十名进士，刑部觀政，本年任順天府固安縣知县，十五年行取，十六年迁任河南道御史，丁憂歸。十九年復除浙江道御史，本年巡视光禄寺。
万历二十年（1592年）宁夏降将哱拜父子反叛；他被任为监军御史，跟随明将魏学曾前往讨伐。官兵一再失利。他荐举李如松为提督，率领辽东、宣府、大同及山西各路援兵前往。魏学曾上书请求不让监军参与军机，梅国桢便上书劾魏学曾失职。后来官兵久战不胜，魏学曾由叶梦熊代之。梅国桢监督将士奋力征讨，并用离间计，使哱拜军队内乱。官兵乘机进袭，哱拜自缢死，其子降。萬曆二十一年四月，梅国桢以功被提升为太仆寺少卿添注，八月升任右副佥都御史，巡抚大同。二十四年六月加升右副都御史，仍旧巡抚，二十六年四月升任兵部右侍郎兼右佥都御史，总督宣(宣府)、大(大同)、山西军务兼理粮饷。
万历二十九年，以父死丁忧返鄉，因哀伤过度，一病不起，万历三十三年（1605年）去世。《明史》有传。

## 著作
著有《梅司马遗文》、《燕台集》、《性理格言》等，其诗才华富赡，气概深沉，看似平淡无奇，实则含蓄深厚。

## 亲友
国祯与李贽友善，曾为《藏书》作序。李贽有《与梅衡湘》、《复梅客生》等书札。國楨女兒梅澹然曾拜李贄為師。從子梅之焕，萬曆三十二年進士，官至甘肅巡撫。

## 轶事
少司马梅衡湘初任官时，是固安县县令。固安县多出宦官，因此并不把一个小小的县令看在眼里，经常故意刁难，梅公却都能心平气和的从容应对。某次一位宦官送给梅公一副猪脚，目的是想要梅公为他讨债，于是梅公命人烹调猪脚，设宴款待宦官，并把欠钱的县民叫来官府，斥责他们欠钱不还。县民们却纷纷哭诉自己的贫穷，梅公大声怒骂说：“宦官大人好心借钱给你们，你们竟敢哭穷赖债，今天你们一定要还清所有债务，否则我就打死你们！”县民们都哭丧着脸离去。一旁观看的宦官不免有些心软，梅公察觉宦官态度软化，再度把欠钱的县民叫来，梅公皱着眉对他们说：“我也知道你们很穷，但是我实在出于无奈，现在为了偿清债务，只有卖掉你们的妻儿来还钱，但我也不忍心让你们骨肉骤然分离，所以特别再宽限一天，今夜就与妻子诀别吧，此生恐怕不能再相聚了。”县民们听了，忍不住痛哭失声，宦官也不禁掉泪，当场打消讨债的念头，并且把借条都撕毁。从此，其他的宦官索债也都从宽处理。
沈德符《萬曆野獲編》卷十七載其不滿違約殺降，怨恨作詩之事。卷二十三載萬曆二十九年進士黃建衷愛慕梅國楨之女梅澹然，卻遭其騙走愛妾之事。

## 家族
曾祖梅玉鼎，贈兵部侍郎；祖父梅吉，進士、知府，贈兵部侍郎；父梅汝觀，生员，封兵部侍郎。母陳氏。重庆下。弟梅國樓（同科進士）、梅國森（贡士）、梅國楹、梅國棨、梅國林。